# 9517 Niehaisheng
A 9517 Niehaisheng (ideiglenes jelöléssel 1977 VL1) a Naprendszer kisbolygóövében található aszteroida. A Bíbor-hegyi Obszervatórium fedezte fel 1977. november 3-án.
Nevét Nie Haisheng kínai űrhajós után kapta.